# Тімнат (Колорадо)
Тімнат (англ. Timnath) — місто (англ. town) в США, в окрузі Ларімер штату Колорадо. Населення — 6487 осіб (2020).

## Географія
Тімнат розташований за координатами 40°31′59″ пн. ш. 104°57′40″ зх. д. / 40.53306° пн. ш. 104.96111° зх. д. (40.533090, -104.961193).  За даними Бюро перепису населення США в 2010 році місто мало площу 12,55 км², з яких 12,51 км² — суходіл та 0,04 км² — водойми. В 2017 році площа становила 14,08 км², з яких 14,02 км² — суходіл та 0,06 км² — водойми.

## Демографія
Згідно з переписом 2010 року, у місті мешкало 625 осіб у 214 домогосподарствах у складі 179 родин. Густота населення становила 50 осіб/км².  Було 243 помешкання (19/км²).
Расовий склад населення:
| - 94,4 % — білих - 1,1 % — азіатів - 0,6 % — чорних або афроамериканців - 0,3 % — вихідців з тихоокеанських островів - 1,4 % — осіб інших рас |

До двох чи більше рас належало 2,1 %. Частка іспаномовних становила 6,1 % від усіх жителів.
За віковим діапазоном населення розподілялося таким чином: 32,3 % — особи молодші 18 років, 60,3 % — особи у віці 18—64 років, 7,4 % — особи у віці 65 років та старші. Медіана віку мешканця становила 35,4 року. На 100 осіб жіночої статі у місті припадало 98,4 чоловіків;  на 100 жінок у віці від 18 років та старших — 97,7 чоловіків також старших 18 років.
Середній дохід на одне домашнє господарство  становив 107 954 долари США (медіана — 80 694), а середній дохід на одну сім'ю — 113 248 доларів (медіана — 82 083). За межею бідності перебувало 5,8 % осіб, у тому числі 9,8 % дітей у віці до 18 років та 2,3 % осіб у віці 65 років та старших.
Цивільне працевлаштоване населення становило 489 осіб. Основні галузі зайнятості: освіта, охорона здоров'я та соціальна допомога — 24,7 %, будівництво — 16,6 %, науковці, спеціалісти, менеджери — 11,9 %, мистецтво, розваги та відпочинок — 9,2 %.